# Блу-Эрт-Сити
Блу-Эрт-Сити (англ. Blue Earth City) — тауншип в округе Фэрибо, Миннесота, США. На 2000 год его население составило 454 человека.

## География
По данным Бюро переписи населения США площадь тауншипа составляет 85,3 км², из которых 85,3 км² занимает суша, а 0,1 км² — вода (0,06 %).

## Демография
По данным переписи населения 2000 года здесь находились 454 человека, 165 домохозяйств и 147 семей.  Плотность населения —  5,3 чел./км².  На территории тауншипа расположено 173 постройки со средней плотностью 2,0 построек на один квадратный километр. Расовый состав населения: 98,46 % белых, 1,32 % — других рас США и 0,22 % приходится на две или более других рас. Испанцы или латиноамериканцы любой расы составляли 1,98 % от популяции тауншипа.
Из 165 домохозяйств в 33,3 % воспитывались дети до 18 лет, в 82,4 % проживали супружеские пары, в 3,0 % проживали незамужние женщины и в 10,9 % домохозяйств проживали несемейные люди. 10,3 % домохозяйств состояли из одного человека, при том 5,5 % из — одиноких пожилых людей старше 65 лет. Средний размер домохозяйства — 2,75, а семьи — 2,88 человека.
24,0 % населения — младше 18 лет, 5,7 % — в возрасте от 18 до 24 лет, 24,2 % — от 25 до 44, 32,4 % — от 45 до 64, и 13,7 % — старше 65 лет. Средний возраст — 42 года. На каждые 100 женщин приходилось 100,0 мужчин.  На каждые 100 женщин старше 18 приходилось 98,3 мужчин.
Средний годовой доход домохозяйства составлял 52 500 долларов, а средний годовой доход семьи —  53 750 долларов. Средний доход мужчин —  38 000  долларов, в то время как у женщин — 22 083. Доход на душу населения составил 21 517 долларов. За чертой бедности находились 4,5 % семей и 5,4 % всего населения тауншипа, из которых 2,0 % младше 18 и 12,5 % старше 65 лет.